# Simon (Geťa)
Simon (světským jménem: Valentin Petrovič Geťa; * 14. listopadu 1949, Krjukove) je ukrajinský duchovní Ruské pravoslavné církve a emeritní metropolita orelský a bolchovský.

## Život
Narodil se 14. listopadu 1949 ve vesnici Krjukove Poltavské oblasti.
Roku 1967 dokončil střední školu a začal pracovat v jednom z poltavských závodů. V letech 1968–1970 sloužil v řadách Sovětské armády.
Roku 1971 nastoupil na Poltavský institut stomatologie a poté přešel na Kujbyševský medicínský institut. Od roku 1977 byl vojenským lékařem v Čerňachovsku. Roku 1979 se vrátil do Kujbyševa, kde se stal interním lékařem na místní poliklinice.
V srpnu 1980 nastoupil na Moskevský duchovní seminář. Po dokončení semináře pokračoval ve studiu na Moskevské duchovní akademii.
Dne 2. prosince 1983 byl postřižen na monacha s mnišským jménem Simon. Dne 8. ledna 1984 byl rukopoložen na hierodiakona a 15. února na jeromonacha.
Roku 1987 dokončil studium na akademii s titulem kandidát bohosloví. Stejného roku se stal představeným chrámu svatých Petra a Pavla v Kujbyševu.
Roku 1988 byl povýšen na igumena a roku 1990 na archimandritu. Současně se stal blagočinným 2. okruhu.
Od srpna 1990 byl osobním sekretářem metropolity leningradského a ladožského Ioanna (Snyčjova).
Od roku 1991 přednášel na Petrohradské duchovní akademii.
Od roku 1992 byl členem komise Svatého synodu pro důchody a sociální pomoc.
Dne 19. července 1993 jej Svatý synod zvolil biskupem tichvinským a vikářem petrohradské eparchie. Dne 2. října byl oficiálně jmenován biskupem a o den později proběhla v chrámu Zjevení Páně v Moskvě jeho biskupská chirotonie. Světiteli byli patriarcha moskevský Alexij II., metropolita petrohradský a ladožským Ioann (Snyčjov), metropolita krutický a kolomenský Juvenalij (Pojarkov), metropolita smolenský a kaliningradský Kirill (Gunďajev), metropolita orenburský a buzulukský Leontij (Bondar), arcibiskup kerčský Anatolij (Kuzněcov), arcibiskup solněčnogorský Sergij (Fomin), biskup tverský a kašinský Viktor (Olijnyk), biskup istrijský Arsenij (Jepifanov), biskup tallinský a celého Estonska Kornelius (Jakobs), biskup vladimirský a suzdalský Jevlogij (Smirnov) a biskup šymkentský a akmolský Jelevferij (Kozorez).
Od 3. listopadu do 27. prosince 1995 dočasně spravoval petrohradskou eparchii.
Dne 27. prosince 1995 se stal biskupem murmanským a mončegorským.
Dne 29. prosince 1999 byl pověřen správou pravoslavné farnosti ve městě Kirkenes v Norsku.
Dne 29. února 2004 byl povýšen na arcibiskupa.
Dne 8. října 2013 byl v souvislosti se zřízením nové murmanské metropole povýšen na metropolitu.
Dne 26. února 2019 jej Svatý synod převedl na orelskou metropolitní katedru.
Dne 4. dubna 2019 byl Svatým synodem ze zdravotních důvodů penzionován. Místem pobytu bylo určeno město Murmansk.